# Sčítání lidu, domů a bytů 1980 v Československu
Sčítání lidu, domů a bytů 1980 v Československu bylo celostátní sčítání lidu na území Československa.
Čtvrté poválečné sčítání se konalo 1. listopadu 1980. Svým rozsahem a způsobem provedení se v podstatě nelišilo od sčítání uskutečněné v roce 1970. Za nové lze považovat prohloubení dat o plodnosti žen, třídění základních sídelních jednotek podle typů a velikostí a také směrové zpracování dat o dojížďce do zaměstnání. Významnější bylo zpracování informací o nedostatku bytů jednotným způsobem až do úrovně jednotlivých měst. V rámci sčítání lidu 1980 se opětovně také uskutečnil „Soupis obyvatel cikánského původu“. Vzhledem k problematickému a z dnešního pohledu zcela nepřijatelnému způsobu zjišťování počtu Romů, šlo o poslední soupis tohoto druhu uskutečněný při sčítání lidu.
Sčítání lidu 1980 bylo rovněž využito pro založení centrálního registru obyvatel při ministerstvu vnitra. Šlo o samostatnou akci, nikoliv součást sčítání. Sčítací komisaři pouze předali všem obyvatelům k vyplnění zvláštní registrační lístek, který obsahoval data nezbytná k založení tohoto registru.
Mimořádná byla při sčítání 1980 oblast zpracování. Federálnímu statistickému úřadu se podařilo získat z USA jeden z nejvýkonnějších sálových počítačů své doby (CYBER 180), díky němuž se výrazně zrychlila nejen doba zpracování, ale i publikování výsledků.
Výsledky sčítání se vydaly nejen v tištěné podobě, ale také na mikrofiších. Bohužel nevyšlo plnohodnotné pramenné dílo s odpovídající dokumentací přípravy, průběhu a zpracování výsledků sčítání lidu 1980. Avšak rozsah publikovaných výsledků byl stejně jako při jiných československých a nyní českých sčítáních relativně značný. Rovněž byl vydán Statistický lexikon obcí ČSSR podle správního rozdělení republiky k 1. lednu 1982.